# Por-lyuk (Jósvafő)
A Por-lyuk Magyarország megkülönböztetetten védett barlangjai között van. Az Aggteleki Nemzeti Park területén található. A barlang az Aggteleki-karszt és a Szlovák-karszt többi barlangjával együtt a világörökség része. Az Aggteleki-karszton először itt történt őslénytani leletek feltárását eredményező ásatás.

## Leírás
A Lófej-völgyben, a Nagy-oldal K-i meredek és karsztbokorerdős lejtőjén, fokozottan védett területen, 53 m relatív magasságban nyílik a természetes bejárata. A Lófej-forrástól kb. 1 km-re van. Nehéz megtalálni. Középső triász mészkőben folyóvízi erózió miatt keletkezett. A járatokban sok a cseppkő, amelyeknek többsége már nem fejlődik. Oldott formák figyelhetők meg a falakon. Többek között kaolinitet és goethitet is kimutattak agyagából. Sem folyó, sem állóvíz nem található benne. 46 m legnagyobb vízszintes kiterjedése. A Por-lyukat a denevérek néhány példánya nyári szállásként használja. Csak engedéllyel látogatható a barlangjáró alapfelszereléssel járható barlang.
Gazdag Riss–Würm-interglaciális gerinces fauna került elő belőle, amelynek részletes tudományos feldolgozása megtörtént. A kutatás előtt az Aggteleki-karszton nem történt őslénytani ásatás. A gerinces makro maradványokat Jánossy Dénes, a gerinces mikro maradványokat Kordos László, a denevérmaradványokat Topál György és a csigák maradványait Krolopp Endre dolgozta fel. 16.500 db kígyócsigolyát tartalmazott az átvizsgált anyag. A Bejárati-teremben hallstatti kultúrájú cserépedény töredékeket találtak. A fehérfogú cickány első hazai leletére itt bukkantak rá.
A Barlangkutatás 1922–1925. évfolyamában volt először Por-lyuknak nevezve a barlang az irodalmában (Strömpl 1922–1925). Előfordul a barlang az irodalmában Fiatalok barlangja (Bertalan 1976), Fiatalok-barlangja (Kordos 1984), jósvafői Porlyuk-barlang (Kordos 1984), Por-lik (Neidenbach, Pusztay 2005), Porlyuk (Jaskó 1933) és Porlyuk-barlang (Fejérdy, Holly 1960) neveken is. A Fiatalok barlangja nevet a Kun Andrással kutató jósvafői fiatalok miatt kapta a Por-lyuk.

## Kutatástörténet
Valószínűleg régóta ismert barlang. A Barlangkutatás 1922–1925. évi évfolyamában jelent meg az első olyan publikáció, amelyben említve van a barlang. Ebben a tanulmányban, amelyet Strömpl Gábor írt, az olvasható, hogy kicsi, veremszerű és jelentéktelen üreg. Az 1933-ban publikált, Jaskó Sándor által írt tanulmányban néhány szóban le van írva a Por-lyuk. A tanulmányban lévő helyszínvázlaton látszik a barlang földrajzi elhelyezkedése. A leírás szerint a barlang 20 m hosszú. Kun András 1957-ben és 1958-ban, néhány jósvafői fiatal segítségével kutatta a barlangot, akikkel új részeket tárt fel benne. Ekkor néhány csont is előkerült a Por-lyukból, amelyeket a Herman Ottó Múzeumban helyeztek el.
A Karszt- és Barlangkutatási Tájékoztató 1960. évi évfolyamában megjelent tanulmány szerint emberfej nagyságú, karfiol alakú, rostos kalcitképződmények is voltak a Por-lyukban, amelynek vízszintes vetületi hosszúsága 109 m, mélysége pedig 18 m. A dolgozatban helyet kapott a barlang alaprajz térképe és hosszmetszet térképe. Az 1962-ben kiadott, A barlangok világa című könyvben meg van említve a barlang. 1967-ben Jánossy Dénes által vezetve ásatást végeztek a barlangban, hogy őslénytani leletek kerüljenek elő. Az ásatás során kelta cserépedény-töredékek és középső pleisztocén, valamint Riss-Würm-interglaciális gerinces faunában gazdag leletanyag került elő, enyhe holocén keveredésével. 1968-tól 1970-ig Kordos László és társai részletes földtani, hidrológiai és meteorológiai vizsgálatokat folytattak a lelőhelyen.
A Karszt- és Barlangkutatási Tájékoztató 1971. évi évfolyamában Kordos László 120 m hosszúnak és 17 m mélynek írta le a Por-lyukat. A Karszt- és Barlangkutatás 1972. évi évfolyamában megjelent részletes feldolgozás szerint a barlang hossza 121 m, mélysége pedig 20 m. A kiadványban publikálva lett a barlang vetületi alaprajz térképe, amelyet Kordos László szerkesztett, kifejtett hossz-szelvény térképe, vetített hossz-szelvény térképe, keresztmetszet térképei és egy földtani térkép. A barlang vetített hossz-szelvény térképén és alaprajz térképén fel lett tüntetve üledékeinek helyzete az őslénytani ásatás gyűjtési helyeinek megjelölésével, a hőmérséklet és a relatív páratartalom vízszintes eloszlása 1969 májusában (ez utóbbi az alaprajz térképen látható), a Bejárati-terem függőleges izoterma térképe 1969 júliusában, a klímaelemek változása a Bejárati-teremben és az I. sz. folyosóban 1969 májusában.
A Bertalan Károly és Schőnviszky László által összeállított, 1976-ban megjelent Magyar barlangtani bibliográfia barlangnévmutatójában meg van említve az Aggteleki-karszton lévő barlang Por-lyuk néven. A barlangnévmutatóban meg van említve 1 irodalmi mű, amely foglalkozik a barlanggal. Az 1976-ban befejezett, Magyarország barlangleltára című kéziratban az olvasható, hogy Jósvafőn helyezkedik el a Por-lyuk, amelynek további nevei Fiatalok barlangja és Porlyuk. A Lófej-völgyben, a forrástól D-re kb. 1 km-re, a Nagy-oldal lejtőjén, 53 m relatív magasságban van a barlang bejárata. Bejárata alacsony, ív alakú és 3–4 m széles. A pusztuló egykori víznyelőbarlang 120 m hosszú és 17 m mély. A részletesen átkutatott barlang kitöltéséből riss–würm kori csontok kerültek elő. A kézirat barlangot ismertető része 3 publikáció alapján lett írva.
Az 1977. évi Karszt és Barlangban lévő, Jánossy Dénes által írt áttekintésben szó van arról, hogy említésre méltó a jósvafői Lófej-völgyben elhelyezkedő Porlyuk-barlang anyaga, amelynek faunája az utolsó glaciális határára datálja az anyagot, és amely mintapéldája egy komplex feldolgozásnak. A publikációban van egy Magyarország térkép, amelyen azoknak a Magyarországon lévő barlangoknak a földrajzi elhelyezkedése figyelhető meg, amelyek őslénytani leleteik miatt ismertek. A térképen látható az Északi-középhegység lelőhelyei közé sorolt Porlyuk-barlang földrajzi elhelyezkedése. A folyóirat 1977. évi különszámába bekerült az áttekintés angol nyelvű változata. Ebben a tanulmányban is közölve lett a térkép, amelyen Porlyuk Cave a barlang neve. A Papp Ferenc Barlangkutató Csoport 1981. évi jelentésében be van jelölve a barlang helye helyszínrajzon.
Az 1984-ben megjelent, Magyarország barlangjai című könyvben rövid leírás olvasható a barlang jelentőségéről. A kiadványban van egy Magyarország térkép, amelyen azoknak a Magyarországon lévő barlangoknak a földrajzi elhelyezkedése figyelhető meg, amelyek őslénytani leleteik miatt legismertebbek. A térképen látható a jósvafői Por-lyuk földrajzi elhelyezkedése. Magyarország barlanglistájában szerepel az Aggteleki-karszton lévő barlang Por-lyuk néven jósvafői Porlyuk-barlang és Fiatalok-barlangja névváltozatokkal. A listához kapcsolódóan látható az Aggteleki-karszt és a Bükk hegység barlangjainak földrajzi elhelyezkedését bemutató 1:500 000-es méretarányú térképen a barlang földrajzi elhelyezkedése.
1995 óta az Aggteleki-karszt és a Szlovák-karszt többi barlangjával együtt a világörökség része a Por-lyuk. Nyerges Attila, Szabó Zoltán és Zengő Beáta 1998. június 15-én, a KTM TVH Barlangtani Osztályán elkészítették a barlang alaprajz térképét, hossz-szelvény térképét és 6 keresztmetszet térképét. Az alaprajz térképen, amelyen jelölve van az É-i irány, látható a 6 keresztmetszet elhelyezkedése a barlangban. A térképek alapján a barlang hossza 74,9 m és szintkülönbsége, azaz mélysége 16 m. (Később elkészült az 1998-ban rajzolt hossz-szelvény térkép színes változata.) A 2002–2003. évi Karszt és Barlangban publikált, Holly Istvánról szóló nekrológban az van írva, hogy Holly István Fejérdy Istvánnal együtt közölt cikket az 1960. évi Karszt- és Barlangkutatási Tájékoztatóban a Porlyuk-barlangról.
A 2005-ben napvilágot látott, Magyar hegyisport és turista enciklopédia című kiadványban önálló szócikke van a barlangnak. A szócikk szerint a Por-lik (Por-lyuk) az Aggteleki Nemzeti Parkban található és védett természeti érték. A Lófej-völgy K-i meredek, karsztbokorerdős oldalában, 394 m tengerszint feletti magasságban van a bejárata. A völgytalptól kb. 50 m-rel magasabban nyílik. Minden bizonnyal régóta ismert volt, de csak 1912-ből származik első említése. A Vass Imre Kutatóállomás gondnoka és helyi fiatalok 1957-ben kezdték el feltárni. A 75 m hosszú és 16 m mély barlang triász mészkőben, folyóvízi erózió miatt jött létre. Oldott formák és zömmel szenilis cseppkőképződmények díszítik falait. A szabadon látogatható barlang alapfelszereléssel járható. A barlangból az 1967-ben végzett ásatás eredményeként kelta cserépedény-töredékek, illetve középső pleisztocén és riss-würm gerinces faunában gazdag leletanyag került elő, enyhe holocén keveredésével.
Az Aggteleki Nemzeti Park Igazgatóság működési területén lévő, 5440/18 nyilvántartási számú Por-lyuk, 2006. február 28-tól, a környezetvédelmi és vízügyi miniszter 8/2006. KvVM utasítása szerint, megkülönböztetett védelmet igénylő barlang. A 2006. évi Vespertilioban közölt tanulmány szerint Boldogh Sándor, Štefan Matis és Peter Pjenčák 2004. február 13-án észleltek három kis patkósdenevért a jósvafői Por-lyukban. Az Aggteleki Nemzeti Park Igazgatóság működési területén lévő és 5440-18 kataszteri számú Por-lyuk, 2012. február 25-től, a vidékfejlesztési miniszter 4/2012. (II. 24.) VM utasítása szerint, megkülönböztetetten védett barlang. 2013. augusztus 12-től a belügyminiszter 43/2013. (VIII. 9.) BM rendelete szerint a Borsod-Abaúj-Zemplén megyei, jósvafői, 5440-18 barlangkataszteri számú és 17023 lelőhely-azonosítójú Por-lyuk régészeti szempontból jelentős barlangnak minősül.